# کورییاتا
کورییاتا (به بلغاری: Koriyata) یک منطقهٔ مسکونی در بلغارستان است که در سولیوو واقع شده‌است.